# Tiddara Trojaola Cabezudo
Tiddara Trojaola Cabezudo (Maspalomas, 15 de julio de 1984) es una exjugadora de balonmano española que compitió con la Selección Española y el Club Balonmano Remudas.

## Trayectoria
Nacida en Maspalomas, comenzó a jugar al balonmano bajo la batuta de José Perdomo y, siendo cadete, se mudó a Las Remudas, para empezar a jugar con el club del barrio.
En 2004, en su segundo año como sénior, ficha por la U.E. Lleida por tema de estudios, club con el que compite en la máxima división hasta su salida al Mar Alicante.
En Europa fue parte de la plantilla de la 2002-03 del Rocasa Gran Canaria que jugó la EHF Cup. Después jugó con el Mar Alicante y, desde el 2013 hasta su retirada (en la 2020-21) compitió en la EHF European Cup (o Challenge Cup), ganándola hasta en dos ocasiones. Ha jugado 14 temporadas en total con la elástica canaria (9 de forma consecutiva al final de su carrera).
Debutó con la selección española el 22 de marzo de 2013, en el Trofeo Internacional Carpati, en Rumanía. Con la selección jugó 3 partidos.
Se retiró tras la temporada 2020–21,el 26 de mayo de 2021, en un partido ante el Rincón Fertilidad Málaga.Tras su salida del balonmano a alto nivel, jugó con el U.B. Lavadores de Vigoen División de Honor Plata.

### Clubes
- 2002–04: Rocasa Gran Canaria
- 2004–07: U.E.Lleida
- 2007–10: C.B. Mar Alicante
- 2010–12: Balonmano Castro Urdiales[11]
- 2012–21: Rocasa Gran Canaria

## Títulos y Galardones

### Clubes
- 1 x Liga Iberdrola (2018-19)
- 2 x Copa de la Reina (2015, 2017)
- 2 x EHF European Cup (2016, 2019)
- 2 x Supercopa de España (2017)[12]

#### Base[9]
- 3 Campeonatos de España de clubes.
- 2 Campeonatos de España con la Selección Canaria.

### Individuales
- Medalla e Insignia de Bronce al Mérito Deportivo de la Federación Española de Balonmano (2021)[13]
- Partido de las Estrellas (2017)[14]

## Vida
Tiene estudios de Psicopedagogía Terapéutica.